# Francesco Cossu
Francesco Cossu (Roma, 11 de enero de 1907-Roma, 4 de noviembre de 1986) fue un deportista italiano que compitió en remo.
Participó en los Juegos Olímpicos de Los Ángeles 1932, obteniendo una medalla de bronce en la prueba de cuatro sin timonel. Ganó una medalla de oro en el Campeonato Europeo de Remo de 1931.

## Palmarés internacional
| Juegos Olímpicos   | Juegos Olímpicos             | Juegos Olímpicos  | Juegos Olímpicos   |
| Año                | Lugar                        | Medalla           | Prueba             |
| ------------------ | ---------------------------- | ----------------- | ------------------ |
| 1932               | Los Ángeles (Estados Unidos) | Medalla de bronce | Cuatro sin timonel |
| Campeonato Europeo |                              |                   |                    |
| Año                | Lugar                        | Medalla           | Prueba             |
| 1931               | París (Francia)              | Medalla de oro    | Cuatro con timonel |